# تل ملح
تل ملح قرية سورية تتبع ناحية مركز محردة تقع في الشمال الغربي من منطقة محردة وتبعد عنها ٧ كيلومتر وتبعد ٣٥ كم محافظة حماة. بلغ عدد سكانها 876 نسمة في عام 2004 حسب إحصاء المكتب المركزي للإحصاء. سميت بقرية تلملح نسبة إلى التل الذي يتربع بجانب القرية من الناحية الشرقية ..كما كان يوجد بجانب التل  نبع مياهه مالحة كمياه البحر...وتشتهر تلملح بأرضها الخصبة ومياهها الجوفية الوفيرة والقريبة من سطح الأرض ويعتمد اغلب سكانها على الزراعة وخاصة زراعة الفول السوداني او فستق العبيد كمايسمى ....بالإضافة إلى ثقافة اهلها حيث يعملون بدول الخليج واوربا معتمدين على خبراتهم وشهاداتهم الحرفية والثقافية

## وصلات خارجية
- الوحدات الإدارية في محافظة حماة